# Leszno
Leszno (en alemán Lissa y entre 1800 y 1916 Polnisch Lissa o Lissa in Posen) es una ciudad de la región de Gran Polonia al oeste de Polonia.

## Historia

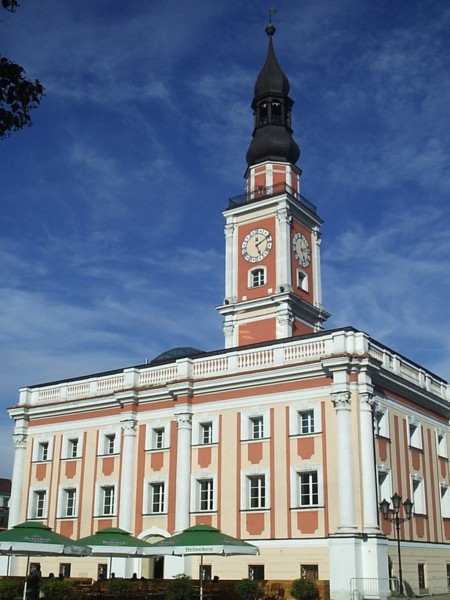
Ayuntamiento.

La primera mención documentada de la ciudad data de 1393, aunque sus derechos como tal no se otorgaron hasta que en 1547 el rey Segismundo I el Viejo la considerase como la ciudad más importante en el suroeste de Gran Polonia. En 1628 se refugiaron en la ciudad bastantes miembros de la hermandad de Moravia, también conocidos como husitas. El rey Segismundo III Vasa le concedió el título de Gran Ciudad en 1631. En 1707 durante la gran Guerra del Norte la ciudad fue incendiada por los rusos. La ciudad fue propiedad de la familia Leszczyński hasta 1738 cuando el rey Estanislao I Leszczynski la vendió al abdicar por segunda vez.
Tras la segunda partición de Polonia en 1793 pasó a formar parte de Prusia en la provincia de Posen con el nombre de Lissa. Entre 1818 y 1919 formó parte de la sublevación de Gran Polonia por lo que regresó a la soberanía polaca mediante el tratado de Versalles. En 1939 el régimen nazi de Alemania se anexionó la ciudad y gran parte de los miembros de la comunidad judía fueron víctimas de los Einsatzgruppen. En 1945 Polonia recuperó su soberanía.
Entre 1975 y 1998 fue la capital del voivodato de Leszno pero con la reestructuración administrativa de 1999 recupera su status de powiat. En 2000 la comisión europea le concede el premio The Golden Star of Town Twinning.
Forma parte del Camino de Santiago.

## Ciudades hermanadas
- Camboya, Batouri
- Alemania, Dachau
- Países Bajos, Deurne
- Austria, St. Pölten
- Alemania, Suhl
- Francia, Montluçon
- Croacia, Sisak

## Personajes famosos
- Włodzimierz Bednarski, actor.
- Mirosław Handke, químico y ministro de Educación.
- Stanisław Grochowiak, poeta.
- Sergiusz Sterna-Wachowiak, poeta.
- Sławomir Mocek, deportista de esgrima.
- Ottomar Anschütz, inventor y fotógrafo.
- Paul Cinquevalli, malabarista.
- Leo Baeck, rabino y líder judío.
- Ludwig Kalisch, escritor.
- Albert Moll, médico y sexóloga.
- Otto Willmann, filósofo y pedagogo.
- Alfred Smoczyk (1928–1950), piloto de speedway.

```
Peter Lindbergh (Leszno, Polonia, 1944 - 2019)
```